# Oncy-sur-École
Oncy-sur-École (prononcé [ɔ̃si syʁ ekɔl] ) est une commune française située à cinquante-quatre kilomètres au sud-est de Paris dans le département de l'Essonne en région Île-de-France.
Ses habitants sont appelés les Oncéens.

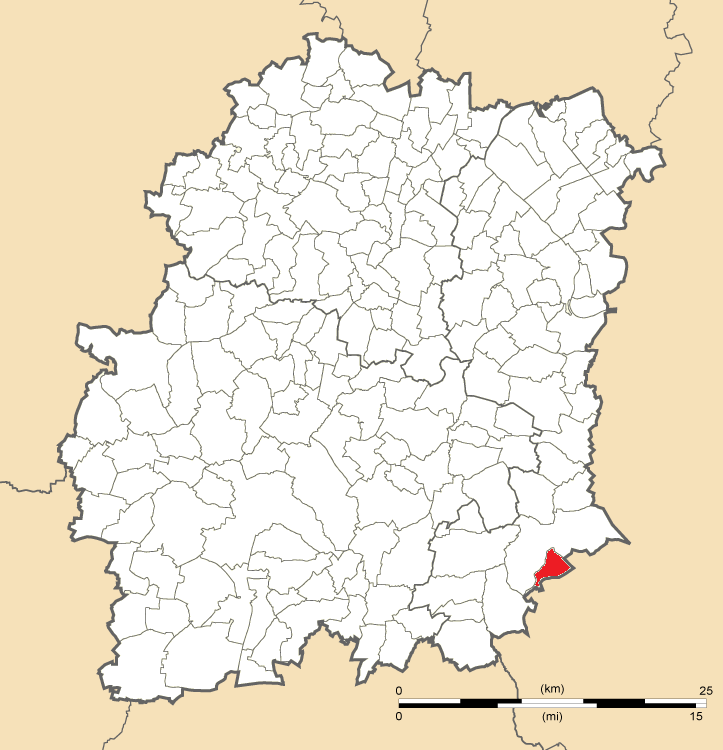
Position d’Oncy-sur-École en Essonne.

## Géographie

### Situation
Oncy-sur-École est située à cinquante-quatre kilomètres au sud-est de Paris-Notre-Dame, point zéro des routes de France, vingt-huit kilomètres au sud-est d'Évry, trois kilomètres au sud de Milly-la-Forêt, quinze kilomètres au sud-est de La Ferté-Alais, vingt-quatre kilomètres au sud-est d'Étampes, vingt-six kilomètres au sud de Corbeil-Essonnes, vingt-neuf kilomètres au sud-est d'Arpajon, trente-trois kilomètres au sud-est de Montlhéry, trente-huit kilomètres au sud-est de Dourdan, quarante-et-un kilomètres au sud-est de Palaiseau.

### Hydrographie
La commune est traversée par la rivière l'École.

### Communes limitrophes
|                | Milly-la-Forêt           |                                  |
|                | Oncy-sur-École           | Noisy-sur-École (Seine-et-Marne) |
| Buno-Bonnevaux | Tousson (Seine-et-Marne) |                                  |

### Climat
Pour des articles plus généraux, voir Climat de l'Île-de-France et Climat de l'Essonne.
En 2010, le climat de la commune est de type climat océanique dégradé des plaines du Centre et du Nord, selon une étude du CNRS s'appuyant sur une série de données couvrant la période 1971-2000. En 2020, Météo-France publie une typologie des climats de la France métropolitaine dans laquelle la commune est exposée à un climat océanique altéré et est dans la région climatique Sud-ouest du bassin Parisien, caractérisée par une faible pluviométrie, notamment au printemps (120 à 150 mm) et un hiver froid (3,5 °C).
Pour la période 1971-2000, la température annuelle moyenne est de 11,5 °C, avec une amplitude thermique annuelle de 15,5 °C. Le cumul annuel moyen de précipitations est de 659 mm, avec 10,8 jours de précipitations en janvier et 7,3 jours en juillet. Pour la période 1991-2020, la température moyenne annuelle observée sur la station météorologique la plus proche, située sur la commune de Courdimanche-sur-Essonne à 8 km à vol d'oiseau, est de 11,6 °C et le cumul annuel moyen de précipitations est de 594,8 mm,. Pour l'avenir, les paramètres climatiques de la commune estimés pour 2050 selon différents scénarios d'émission de gaz à effet de serre sont consultables sur un site dédié publié par Météo-France en novembre 2022.

### Lieux-dits, écarts et quartiers
- Le Closeau.

### Occupation des solssimplifiée
Le territoire de la commune se compose en 2017 de 84,81 % d'espaces agricoles, forestiers et naturels, 4,14 % d'espaces ouverts artificialisés et 11,05 % d'espaces construits artificialisés.

## Urbanisme

### Typologie
Au 1er janvier 2024, Oncy-sur-École est catégorisée petite ville, selon la nouvelle grille communale de densité à sept niveaux définie par l'Insee en 2022.
Elle appartient à l'unité urbaine de Milly-la-Forêt, une agglomération intra-départementale regroupant deux  communes, dont elle est une commune de la banlieue,,. Par ailleurs la commune fait partie de l'aire d'attraction de Paris, dont elle est une commune de la couronne,. Cette aire regroupe 1 929 communes,.

## Toponymie
Le nom de la localité est attesté sous les formes Unciaco en 1203;  Onchiæ (sans date).
Oncy:  « *Onno-cet-on » : « le bois de frênes ». Cette explication est incompatible avec la forme citée par Albert Dauzat qui propose le nom de personne gaulois Uncius, suivi du suffixe gaulois -acon de localisation et de propriété (-acum pour Dauzat), d'où le sens global de « propriété d’Uncius ». Cette hypothèse est confortée par les lieux homonymes Oncieu (Ain, Onciacus 1191) et Uncey (Côte-d'Or, Unciacum 1178).
La commune fut créée en 1793 avec le simple nom d'Oncy, la mention de la rivière l'École ne fut ajoutée qu'en 1969.

## Politique et administration

### Rattachements administratifs et électoraux
Jusqu’à la loi du 10 juillet 1964, la commune faisait partie du département de Seine-et-Oise. Le redécoupage des anciens départements de la Seine et de Seine-et-Oise fait que la commune appartient désormais au département de l'Essonne après un transfert administratif effectif le 1er janvier 1968.
La commune se trouve dans l'arrondissement d'Évry et dépend, pour l'élection des députés, de la deuxième circonscription de l'Essonne.
Elle faisait partie depuis 1793 du canton de Milly-la-Forêt. Dans le cadre du redécoupage cantonal de 2014 en France, la commune est désormais rattachée au canton de Mennecy.

### Intercommunalité
La commune est membre de la Communauté de communes des 2 Vallées.
Cette intercommunalité est une évolution de l'ancien district de Milly-la-Forêt créé le 20 avril 1973, et créée le 24 décembre 2001 sous la dénomination de Communauté de communes des 2 Vallées.
Celle-ci prend en 2004 la dénomination de communauté de communes de la Vallée de l’École puis celle de communauté de communes des 2 Vallées en 2014.

### Tendances et résultats politiques
Élections présidentielles, résultats des deuxièmes tours
- Élection présidentielle de 2002 : 82,40 % pour Jacques Chirac (RPR), 17,60 % pour Jean-Marie Le Pen (FN), 84,91 % de participation[33].
- Élection présidentielle de 2007 : 62,06 % pour Nicolas Sarkozy (UMP), 37,94 % pour Ségolène Royal (PS), 90,59 % de participation[34].
- Élection présidentielle de 2012 : 60,85 % pour Nicolas Sarkozy (UMP), 39,15 % pour François Hollande (PS), 88,27 % de participation[35].

Élections législatives, résultats des deuxièmes tours
- Élections législatives de 2002 : 66,59 % pour Franck Marlin (UMP), 33,41 % pour Gérard Lefranc (PCF), 66,41 % de participation[36].
- Élections législatives de 2007 : 51,06 % pour Franck Marlin (UMP) élu au premier tour, 16,38 % pour Marie-Agnès Labarre (PS), 68,98 % de participation[37].
- Élections législatives de 2012 : 63,49 % pour Franck Marlin (UMP), 36,51 % pour Béatrice Pèrié (PS), 60,64 % de participation[38].

Élections européennes, résultats des deux meilleurs scores
- Élections européennes de 2004 : 20,76 % pour Patrick Gaubert (UMP), 19,38 % pour Harlem Désir (PS), 45,54 % de participation[39].
- Élections européennes de 2009 : 37,79 % pour Michel Barnier (UMP), 15,96 % pour Daniel Cohn-Bendit (Europe Écologie), 48,86 % de participation[40].
- Élections européennes de 2014 : 29,71 % pour Aymeric Chauprade (FN), 26,18 % pour Alain Lamassoure (UMP), 49,14 % de participation[41].

Élections régionales, résultats des deux meilleurs scores
- Élections régionales de 2004 : 44,56 % pour Jean-Paul Huchon (PS), 43,28 % pour Jean-François Copé (UMP), 73,56 % de participation[42].
- Élections régionales de 2010 : 50,70 % pour Valérie Pécresse (UMP), 49,30 % pour Jean-Paul Huchon (PS), 56,52 % de participation[43].

Élections cantonales et départementales, résultats des deuxièmes tours
- Élections cantonales de 2004 : 57,51 % pour Jean-Jacques Boussaingault (UMP), 42,49 % pour Martine Stehlin (PS), 72,95 % de participation[44].
- Élections cantonales de 2011 : 52,58 % pour Jean-Jacques Boussaingault (UMP), 47,42 % pour Marie-Anne Bachelerie (PS), 45,83 % de participation[45].

Élections municipales, résultats des deuxièmes tours
- Élections municipales de 2001 : données manquantes.
- Élections municipales de 2008 : 319 voix pour Patricia Galvaing (?), 319 voix pour Bernadette Josse (?), 77,96 % de participation[46].

Référendums
- Référendum de 2000 relatif au quinquennat présidentiel : 67,69 % pour le Oui, 32,31 % pour le Non, 33,59 % de participation[47].
- Référendum de 2005 relatif au traité établissant une Constitution pour l'Europe : 53,44 % pour le Non, 46,56 % pour le Oui, 78,83 % de participation[48].

### Liste des maires
| Période                                  | Période                       | Identité           | Étiquette | Qualité                              |
| ---------------------------------------- | ----------------------------- | ------------------ | --------- | ------------------------------------ |
| Les données manquantes sont à compléter. |                               |                    |           |                                      |
| 1977                                     | août 2017,                    | Jean-Pierre Hazard | UMP       | Chef d'entreprise Décédé en fonction |
| octobre 2017                             | En cours (au 19 octobre 2017) | Jacques Normand    |           |                                      |

### Jumelages
La commune d'Oncy-sur-École n'a développé aucune association de jumelage[Quand ?].

## Population et société

### Démographie

#### Évolution démographique
L'évolution du nombre d'habitants est connue à travers les recensements de la population effectués dans la commune depuis 1793. Pour les communes de moins de 10 000 habitants, une enquête de recensement portant sur toute la population est réalisée tous les cinq ans, les populations de référence des années intermédiaires étant quant à elles estimées par interpolation ou extrapolation. Pour la commune, le premier recensement exhaustif entrant dans le cadre du nouveau dispositif a été réalisé en 2008.

En 2022, la commune comptait 1 037 habitants, en évolution de +1,27 % par rapport à 2016 (Essonne : +2,89 %, France hors Mayotte : +2,11 %).
| 1793 | 1800 | 1806 | 1821 | 1831 | 1836 | 1841 | 1846 | 1851 |
| ---- | ---- | ---- | ---- | ---- | ---- | ---- | ---- | ---- |
| 150  | 178  | 166  | 160  | 200  | 189  | 182  | 191  | 201  |

| 1856 | 1861 | 1866 | 1872 | 1876 | 1881 | 1886 | 1891 | 1896 |
| ---- | ---- | ---- | ---- | ---- | ---- | ---- | ---- | ---- |
| 208  | 212  | 282  | 193  | 195  | 178  | 218  | 184  | 204  |

| 1901 | 1906 | 1911 | 1921 | 1926 | 1931 | 1936 | 1946 | 1954 |
| ---- | ---- | ---- | ---- | ---- | ---- | ---- | ---- | ---- |
| 172  | 208  | 200  | 173  | 174  | 260  | 231  | 229  | 208  |

| 1962 | 1968 | 1975 | 1982 | 1990 | 1999 | 2006 | 2008 | 2013  |
| ---- | ---- | ---- | ---- | ---- | ---- | ---- | ---- | ----- |
| 316  | 346  | 441  | 570  | 699  | 878  | 931  | 946  | 1 002 |

| 2018  | 2022  | - | - | - | - | - | - | - |
| ----- | ----- | - | - | - | - | - | - | - |
| 1 053 | 1 037 | - | - | - | - | - | - | - |

#### Pyramide des âges
En 2018, le taux de personnes d'un âge inférieur à 30 ans s'élève à 31,2 %, soit en dessous de la moyenne départementale (39,9 %). À l'inverse, le taux de personnes d'âge supérieur à 60 ans est de 27,3 % la même année, alors qu'il est de 20,1 % au niveau départemental.
En 2018, la commune comptait 510 hommes pour 543 femmes, soit un taux de 51,57 % de femmes, légèrement supérieur au taux départemental (51,02 %).
Les pyramides des âges de la commune et du département s'établissent comme suit.
| Hommes | Classe d’âge | Femmes |
| ------ | ------------ | ------ |
| 0,8    | 90 ou +      | 1,1    |
| 7,8    | 75-89 ans    | 9,2    |
| 17,8   | 60-74 ans    | 17,7   |
| 25,5   | 45-59 ans    | 23,6   |
| 15,3   | 30-44 ans    | 18,8   |
| 15,9   | 15-29 ans    | 11,8   |
| 16,9   | 0-14 ans     | 17,9   |

| Hommes | Classe d’âge | Femmes |
| ------ | ------------ | ------ |
| 0,5    | 90 ou +      | 1,4    |
| 5,4    | 75-89 ans    | 7,2    |
| 12,9   | 60-74 ans    | 13,9   |
| 20     | 45-59 ans    | 19,4   |
| 19,9   | 30-44 ans    | 20,1   |
| 20     | 15-29 ans    | 18,2   |
| 21,3   | 0-14 ans     | 19,8   |

### Enseignement
Les élèves d'Oncy-sur-École sont rattachés à l'académie de Versailles. La commune dispose sur son territoire d'une école maternelle publique et de l'école élémentaire René-Descartes.

### Lieux de culte

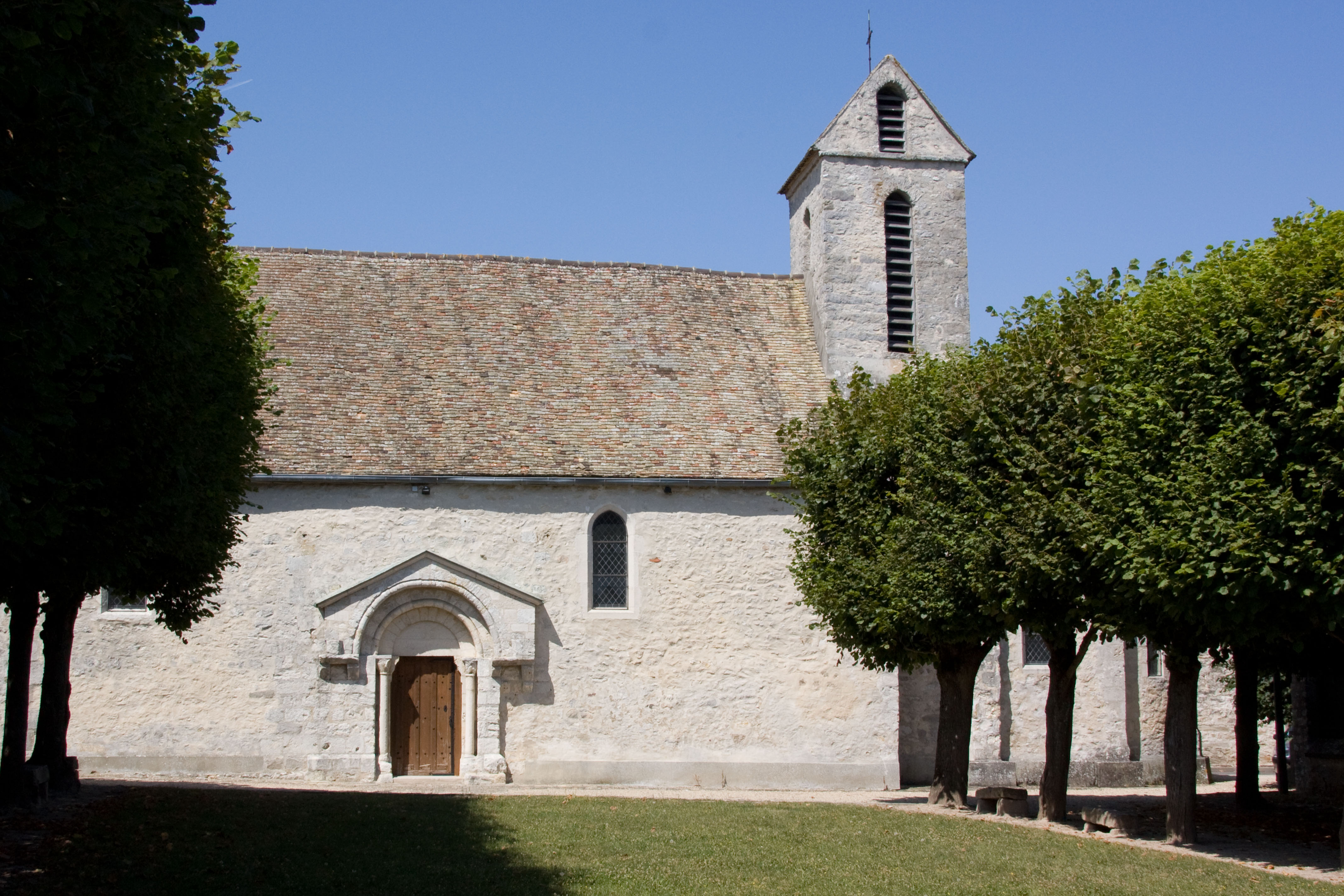
L'église Saint-Martin.

La paroisse catholique d'Oncy-sur-École est rattachée au secteur pastoral de Milly-la-Forêt et au diocèse d'Évry-Corbeil-Essonnes. Elle dispose de l'église Saint-Martin.

### Médias
L'hebdomadaire Le Républicain relate les informations locales. La commune est en outre dans le bassin d'émission des chaînes de télévision France 3 Paris Île-de-France Centre, IDF1 et Téléssonne intégré à Télif.

## Économie

### Emplois, revenus et niveau de vie
En 2010, le revenu fiscal médian par ménage était de 41 650 €, ce qui plaçait Oncy-sur-École au 1 783e rang parmi les 31 525 communes de plus de 39 ménages en métropole.
| Répartition des emplois par catégories socioprofessionnelles en 2006. |              |                                           |                                                   |                            |                          |                           |
|                                                                       | Agriculteurs | Artisans, commerçants, chefs d’entreprise | Cadres et professions intellectuelles supérieures | Professions intermédiaires | Employés                 | Ouvriers                  |
| Oncy-sur-École                                                        | -            | -                                         | -                                                 | -                          | -                        | -                         |
| Zone d’emploi d’Évry                                                  | 0,3 %        | 4,0 %                                     | 20,2 %                                            | 29,6 %                     | 28,2 %                   | 17,7 %                    |
| Moyenne nationale                                                     | 2,2 %        | 6,0 %                                     | 15,4 %                                            | 24,6 %                     | 28,7 %                   | 23,2 %                    |
| Répartition des emplois par secteurs d’activités en 2006.             |              |                                           |                                                   |                            |                          |                           |
|                                                                       | Agriculture  | Industrie                                 | Construction                                      | Commerce                   | Services aux entreprises | Services aux particuliers |
| Oncy-sur-École                                                        | -            | -                                         | -                                                 | -                          | -                        | -                         |
| Zone d’emploi d’Évry                                                  | 0,9 %        | 13,5 %                                    | 5,4 %                                             | 14,6 %                     | 16,2 %                   | 6,9 %                     |
| Moyenne nationale                                                     | 3,5 %        | 15,2 %                                    | 6,4 %                                             | 13,3 %                     | 13,3 %                   | 7,6 %                     |
| Sources : Insee,                                                      |              |                                           |                                                   |                            |                          |                           |

## Culture locale et patrimoine

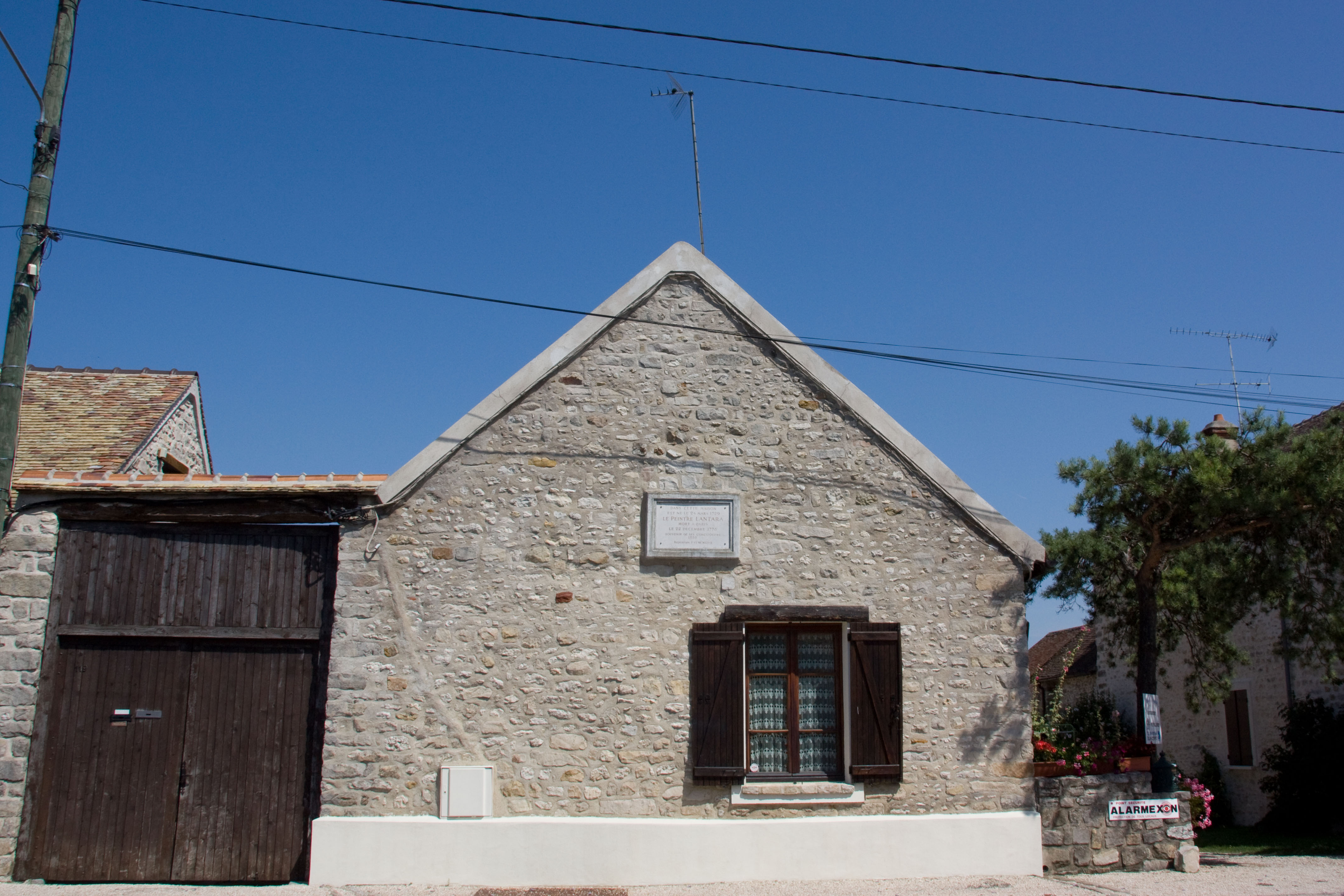
Maison où naquit le peintre Simon Mathurin Lantara.

### Patrimoine environnemental
Les berges de l'École et la forêt à l'ouest du bourg ont été recensés au titre des espaces naturels sensibles par le conseil départemental de l'Essonne.

### Lieux et monuments
- L'église Saint-Martin.

### Personnalités liées à la commune
Différents personnages publics sont nés, décédés ou ont vécu à Oncy-sur-École :
- Simon-Mathurin Lantara (1728-1778), artiste peintre et dessinateur, y est né ;
- Jean-Charles (1922-2003), écrivain et humoriste, y vécut. Il cite le village dans certaines de ses œuvres dont La Foire aux cancres.

### Héraldique et logotype

Logo.

| Blason de Oncy-sur-École | Blason  | D'azur au rais d'escarboucle pommeté et fleurdelysé d'or. |
| Blason de Oncy-sur-École | Détails | La commune s'est en outre dotée d'un logotype.            |

### Devise
La devise de la commune est « On s'y plaist[réf. nécessaire] ».